# Ásbrandur Narfason
Ásbrandur Narfason (n. 966) fue un vikingo y bóndi de Hrísar, Vellir í Svarfaðardal, Eyjafjarðarsýsla en Islandia. Era hijo de Narfi Árnason. Aparece mencionado en la saga de Víga-Glúms, y saga de Laxdœla. Se desconoce el nombre de su esposa, pero tuvo dos hijos: Narfi Ásbrandsson (n. 992), y Eyjólfur Ásbrandsson (n. 995).